# Партия БНФ
Партия БНФ (Партия Белорусского Народного Фронта; бел. Партыя Беларускага Народнага Фронту, Партыя БНФ) — белорусская националистическая оппозиционная политическая партия, созданная в 1993 году путём реорганизации Белорусского народного фронта «Возрождение».

## История
Партия была основана на общественном движении Белорусский народный фронт «Возрождение» (бел. Адраджэнне), которое было основано в 1988 году и выступало за независимость Беларуси, демократизацию власти, возрождение белорусского языка и культуры. Лидером партии и движения был Зенон Позняк.
Движение БНФ пользовалось значительной популярностью в конце 1980-х — начале 1990-х. На выборах в Верховный Совет БССР 12 созыва 4 марта 1990 года прошло 37 депутатов от БНФ на 345 мест. Однако после обретения Республикой Беларусь независимости популярность движения быстро пошла на спад. Так, на демократических выборах в Верховный Совет в 1995 году БНФ не получил ни одного мандата. Представители партии объясняли этот провал мажоритарной избирательной системой и ностальгией населения по советским временам, связанной с наступлением экономических трудностей, а противники партии — отсутствием доверия со стороны населения, чрезмерной русофобией и скандальной репутацией лидера движения. Для оптимизации политической активности было решено на базе движения создать партию, которую назвали «Партия БНФ». Лидером одновременно и партии, и движения стал З. Позняк.
Создание партии не способствовало укреплению авторитета и политического веса БНФ. С момента своего создания партия пропустила многие избирательные кампании, а при участии не добивалась сколь-либо заметного успеха. Ни на одних выборах с даты основания партия не получила большинства голосов, ни в одном Совете не смогла сформировать партийное большинство.
16 мая 1999 года оппозиционные партии организовали Альтернативные президентские выборы, на которых кандидатами выдвигались Позняк и Чигирь. Однако Позняк снял свою кандидатуру, это решение фактически лишило смысла всё мероприятие и подверглось жестокой критике в партии. В результате, противоречия ещё более углубились, и в декабре 1999 года на VI съезде произошёл «раскол». Лидером партии был выбран Винцук Вечёрко, а Зенон Позняк вместе с частью других членов БНФ образовали новую партию под названием «Консервативно-Христианская Партия - БНФ».
После появления указа об ограничениях на использования слов «Белорусский» и «Национальный» в названиях организаций партия сменила название на «Партия БНФ»
В 2006 году партия вместе с другими демократическими движениями выдвигает на должность президента Александра Милинкевича.
Партия является членом Международного демократического союза (IDU) с 2007 года.
5 сентября 2009 года во Дворце культуры Минского тракторного завода открылся очередной, XII съезд Партии БНФ. В нём приняли участие более 350 делегатов, представляющих все регионы Беларуси. Председателем партии был избран Алексей Янукевич. За его кандидатуру проголосовали 179 делегатов съезда. Лявон Борщевский набрал на 30 голосов меньше. Съезд также избрал заместителей председателя партии. Ими стали Григорий Костусев и Игорь Ляльков. Свой пост в руководстве сохранил только Владимир Лобкович.
Партия БНФ находится в оппозиции к правительству президента Александра Лукашенко.
14 августа 2023 года Верховный Суд Беларуси ликвидировал Партию БНФ.

## Деятельность
Партия БНФ проводила множество акций протеста, в том числе митинги памяти пропавших политиков.
Во время президентских выборов 2010 года Партия БНФ выдвинула своего кандидата в президенты — Григория Костусёва. Согласно официальным результатам, он получил 1,97 % голосов. Международные наблюдатели заявили, что выборы и процесс подсчета голосов не соответствовали демократическим стандартам. Партия БНФ приняла участие в безуспешных протестах после выборов.
На парламентских выборах 2012 года, партия применила тактику «активный бойкот» — зарегистрировала 30 кандидатов в депутаты, вела агитацию, но перед днем голосования сняла всех кандидатов с выборов в знак протеста против фальсификаций.
На президентских выборах 2015 года партия вначале поддержала выдвижение Татьяны Короткевич от коалиции «Народный референдум», но 29 августа на Сойме отказалась от поддержки кандидата.
Принимала участие в парламентских выборах 2016 года, не проведя в парламент ни одного своего представителя. Готовится к президентской кампании 2020 года.

## Идеология партии
Партия Белорусского Народного Фронта официально позиционируется как либерально-консервативная, указывая, что в основе её идеологии лежат традиционные консервативные ценности: белорусские культурные традиции, мораль как основа политики, свобода и человеческое достоинство, частная собственность, которая должна являться абсолютной ценностью, справедливость и национал-демократическая ориентация. Партия БНФ выступает за развитие свободной рыночной экономики и проведение реформ с целью присоединения Беларуси к ЕС и НАТО.
Партия выступает, в частности, за лишение русского языка статуса второго государственного языка Беларуси, за сотрудничество с властями в теоретическом и идеологическом оформлении концепции тысячелетней белорусской государственности, за введение цензуры и запрета на трансляцию российских телеканалов. В 1991 году члены БНФ добились официального запрета Компартии и Комсомола — при том, что большинство в однопалатном парламенте (Беларусь тогда была парламентской республикой) занимали члены КПБ.

## Молодёжное движение
В партии БНФ существует молодёжная организация — Молодёжь БНФ (бел. Моладзь БНФ). Руководители: Алесь Калита (2006—2008 гг.), Франак Вечёрко (2008—2009 гг.), Андрей Кречко (2009—2010 гг.). В 2010 г. по решению Сойма из партии и молодёжного крыла были исключены председатель Молодёжи БНФ А. Кречко и бывший руководитель молодёжной организации Ф. Вечёрко, с формулировкой «за действия, порочащие партию».
Руководитель Молодёжи БНФ с 2016 года — Юрий Лукашевич, Денис Мандик. Организация поддерживает отношения с аналогичной структурой, зарегистрированной в Чехии — «Молодым фронтом».

## Международные контакты
Партия БНФ поддерживает международные связи со следующими зарубежными партиями:
- Умеренная коалиционная партия (швед. Moderata samlingspartiet), Швеция
- Партия консерваторов (норв. Høyre), Норвегия
- Союз Отечества (эст. Isamaaliit), Эстония
- Новое время (латыш. Jaunais laiks), Латвия
- Союз Отечества (Консерваторы Литвы) (лит. Tėvynės sąjunga — Lietuvos krikščionys demokratai), Литва
- Право и справедливость (пол. Prawo i Sprawiedliwość), Польша
- Гражданская платформа (пол. Platforma Obywatelska Rzeczypospolitej Polskiej), Польша
- Консервативная народная партия (дат. Det Konservative Folkeparti), Дания
- Консервативная партия Великобритании (англ. The Conservative and Unionist Party), Великобритания
- Гражданская демократическая партия (чеш. Občanská demokratická strana), Чехия
- Фидес — Венгерский гражданский союз (венг. Fidesz — Magyar Polgári Szövetség), Венгрия
- Австрийская народная партия (австр. Österreichische Volkspartei), Австрия
- Христианско-демократическое движение (словац. Kresťanskodemokratické hnutie), Словакия
- Христианско-демократический призыв (нидерл. Christen Democratisch Appèl), Нидерланды
- Христианско-социальный союз в Баварии (нем. Christlich-Soziale Union in Bayern), Германия
- Христианско-демократический союз Германии (нем. Christlich Demokratische Union Deutschlands), Германия
- Национальная коалиционная партия (фин. Kansallinen Kokoomus), Финляндия
- Европейская народная партия (англ. European People’s Party), Европейский союз
- Альянс европейских консерваторов и реформистов (англ. Alliance of European Conservatives and Reformists), Европейский союз[21]

## Символы партии
Символика партии БНФ создавалась на основе национальных символов Беларуси — бело-красно-белого флага и герба «Погоня». Состоит из двух цветов — белого и красного. Такое сочетание цветов символизирует верность идей партии БНФ национальным принципам, идеям свободы и независимости Беларуси.
После утверждения бело-красно-белого флага и герба «Погоня» в качестве государственных флага и герба Республики Беларусь БНФ на III съезде в 1993 году принял отдельный флаг БНФ — трёхконечное трёхполосное бело-красно-белое полотно с шестиконечным крестом на всю широту, и две гербовые эмблемы: большую эмблему с изображением погони и малую — с шестиконечным крестом.

## Руководители БНФ
- Зенон Позняк (1993—1999)
- Валентин (Винцук) Вечёрко (1999—2007)
- Леонид (Лявон) Барщевский (2007—2009)
- Алексей Янукевич (2009—2017)
- Григорий Костусев (2017—2022), избранный на съезде[тарашк.] 30 сентября 2017 года[22].
- и. о. Вадим Саранчуков[тарашк.][1][2][3] (с 12 апреля 2022)

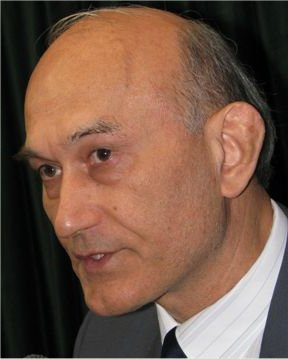
Зенон Позняк, 1989—1999
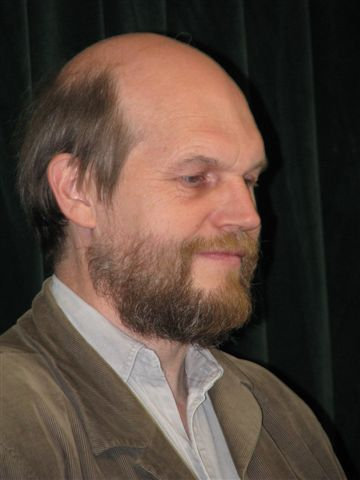
Леонид (Лявон) Барщевский, 2007—2009
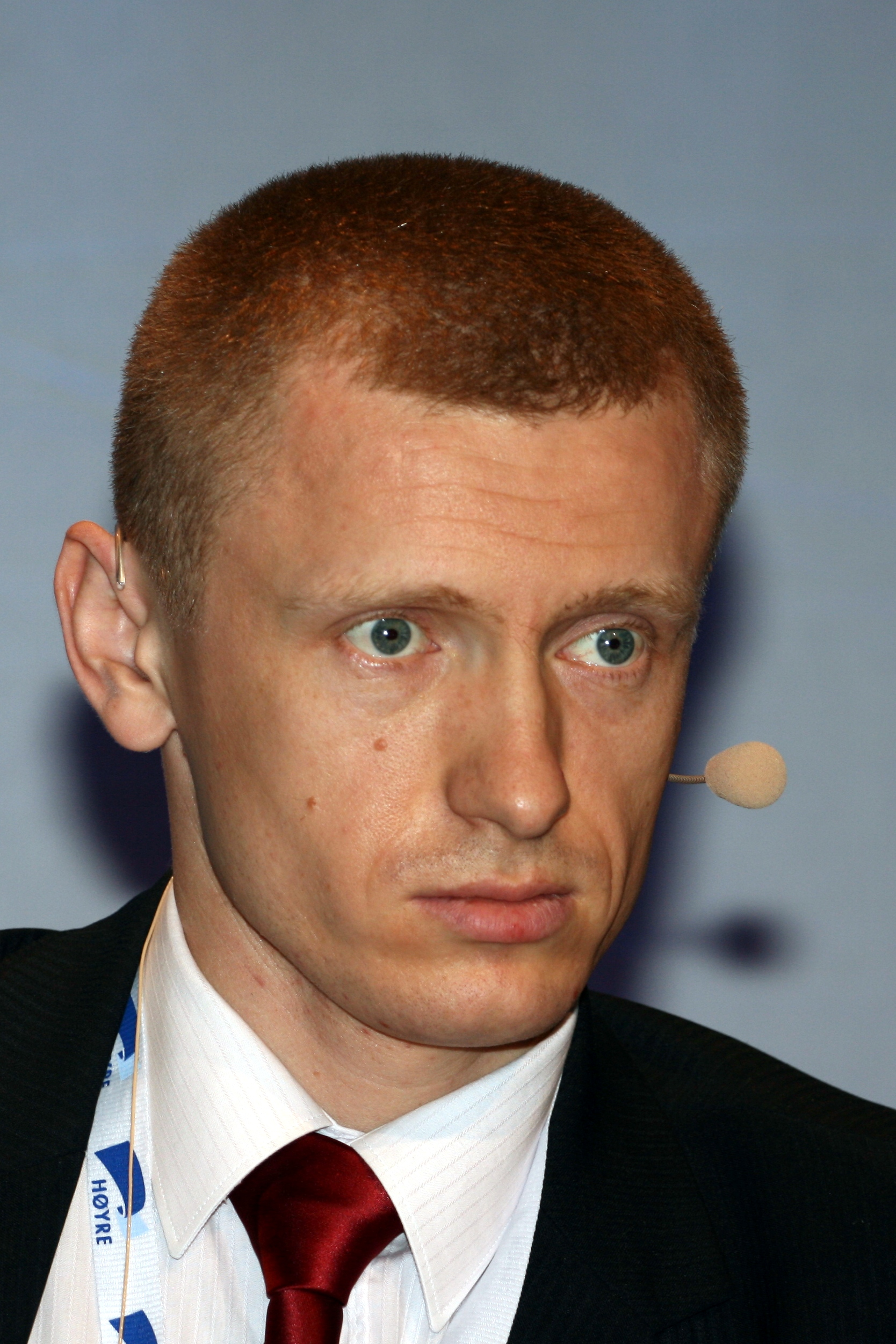
Алексей Янукевич, 2009-2017
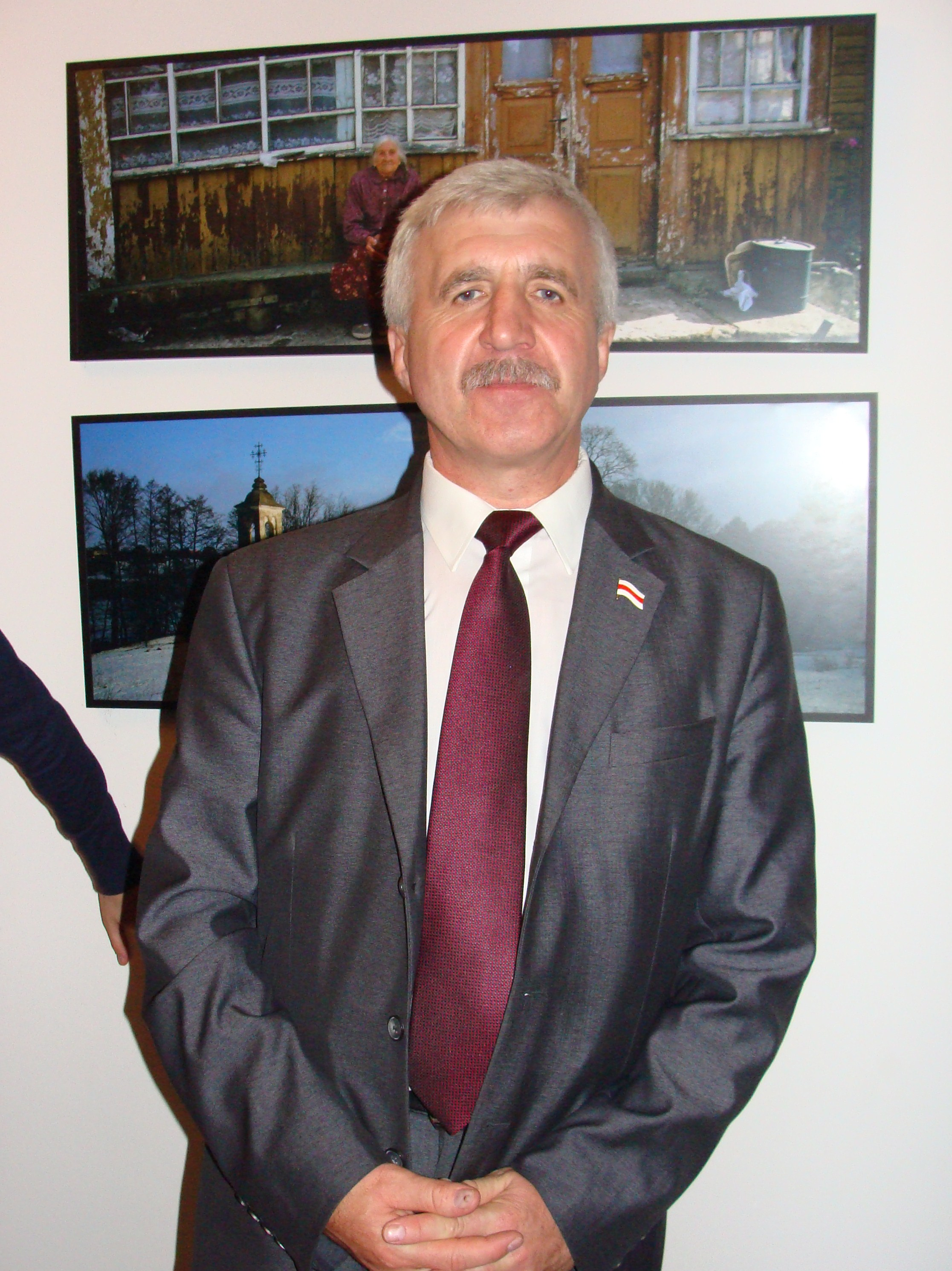
Григорий Костусёв, 2017-2022

### Заместители старшины (председателя) партии БНФ
После XX съезда партии:
- Вадим Саранчуков[тарашк.][23]
- Алексей Янукевич[23]
- Александр Стрельцов[23]
- Змитер Солошкин[23]
- Юрась Мелешкевич[23][24].

## Участие в выборах

### Президентские выборы
| Выборы | Кол-во голосов | %     | Место   | Кандидат          | Опередили                     |
| ------ | -------------- | ----- | ------- | ----------------- | ----------------------------- |
| 1994   | 757 195        | 12,82 | 3 из 6  | Зенон Позняк      | Лукашенко, Кебич              |
| 2010   | 126 999        | 1,98  | 4 из 10 | Григорий Костусёв | Лукашенко, Санников, Романчук |